# 1755 en architecture
| Années de l'architecture : 1752 - 1753 - 1754 - 1755 - 1756 - 1757 - 1758    |
| Décennies de l'architecture : 1720 - 1730 - 1740 - 1750 - 1760 - 1770 - 1780 |

Cet article présente les faits marquants de l'année 1755 en architecture.

## Réalisations
- 26 novembre[1] : inauguration de la place Stanislas à Nancy.
- Jean-Baptiste Courtonne commence la construction du nouveau château de Villarceaux dans le Vexin français, l'un des derniers édifices de style Louis XV en France (fin des travaux en 1759).
- La plaza major de Salamanque, œuvre d’Alberto de Churriguera, la plus belle d’Espagne, est achevée.
- Place de la Comédie à Montpellier.

## Événements
- x

## Récompenses
- Prix de Rome : Victor Louis.
- Académie royale d'architecture : Michel-Barthélemy Hazon.

## Naissances
- Jacob Guerne.

## Décès
- Jean Cailleteau dit Lassurance (°1690).
- Jean-Charles Garnier d'Isle (°1693).